# 三角家庭

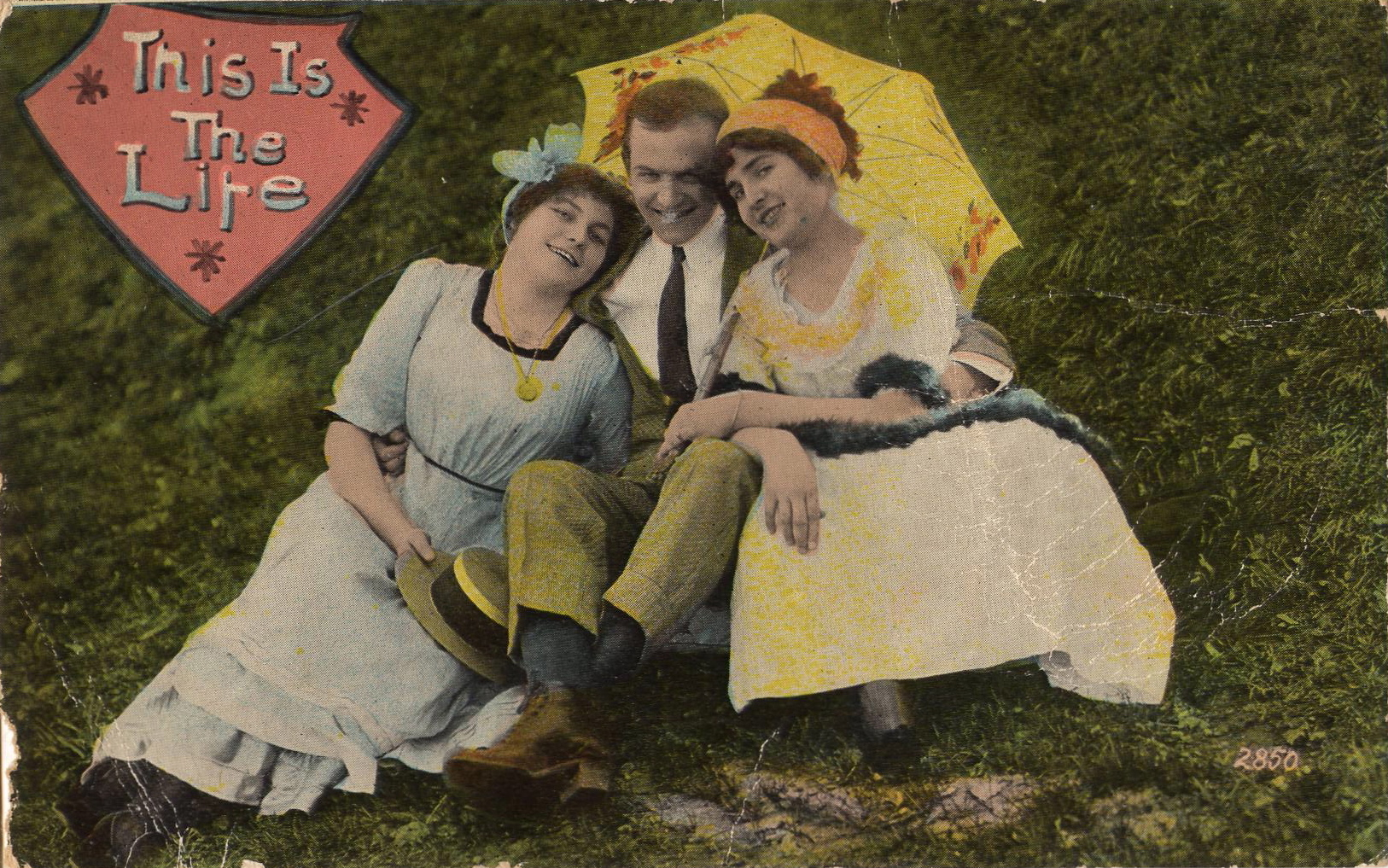
1910年的明信片

三角家庭（法語：Ménage à trois）源於法語詞，指3人發生性關係並住在同一屋簷下，按字面翻譯為「三人家庭」或「三人行」。由於歐洲基督教國家實行一夫一妻制，此名稱多指歐洲的夫婦與一名情人的關係。而東亞傳統上為一夫多妻制，此詞則多用於夫婦與男情人同居或夫妻雙方有共同情人之情況。它也可以指是三人性行為（3P），與之相比起來“三人行”這個詞比較文雅。

## 歷史實例

### 東亞
- 梁冀、孫壽夫婦與家奴秦宮，秦宮為梁氏夫婦的共同情人。
- 皇帝蕭昭業、皇后何婧英夫婦與楊珉之，楊珉之為蕭氏夫婦的共同情人。
- 鄭一、石陽夫婦與張保仔，張保仔為鄭氏夫婦的共同情人。

### 西方
- 艾瑪·漢彌爾頓、她丈夫威廉·漢彌爾頓（外交官）及霍雷肖·納爾遜。
- 乔治亚娜·卡文迪什，德文郡公爵夫人、威廉·卡文迪什，第五代德文郡公爵及伊麗莎白·福士特夫人。
- 亨利·蒙德，第二代梅爾切特男爵、他的妻子艾米·格溫·威爾遜及吉爾伯特·坎南。
- 瑞典國王古斯塔夫三世是阿道夫·蒙克協助才得以和妻子丹麥的索菲亞·瑪格達列娜圓房。傳言阿道夫·蒙克是雙方的共同情人。
- 伊迪絲·內斯比特、她丈夫Hubert Bland和他的情婦Alice Hoatson。她收養了丈夫及情婦的孩子。[3]

## 當代例子
美國性愛作家珍雅（Jaiya Ma）在加州實行了「一妻多夫」的3人行生活。
中国作家顾城在新西兰实行了一妻一妾的三人行生活。
2014年，美國麻省三名女同性戀者舉行婚禮，其中二人為合法同性伴侶，另一人則同時與兩人訂婚。
2015年，泰國三名男同性戀者在情人節以佛教儀式結婚。同年10月，加拿大一對合法結合的男同性戀伴侶離婚再與另一男子一起同居。

## 相關法律
三角家庭在實行一夫一妻制的國家及地區一般不受到法律保障，而一夫多妻或一妻多夫合法的國家或地區並沒有限制夫婦總人數以三人為上限。現時全球僅有巴西把三角家庭合法化，2012年巴西圣保罗州一名公证员批准了一名男子与两名女性的合法民事结合关系。2015年，里約熱內盧再有三名女性以民事結合方式結婚。

## 延伸閱讀
- Barbara Foster, Michael Foster, Letha Hadady. Three in Love: Ménages à trois from Ancient to Modern Times. ISBN 0595008070
- Vicki Vantoch. The Threesome Handbook: A Practical Guide to sleeping with three.  ISBN 1568583338